# Maciej Bojanowski
Maciej Bojanowski (Białystok, 20 maggio 1996) è un cestista polacco.

## Palmarès
- Supercoppa polacca: 1

Rosa Radom: 2016
- FIBA Europe Cup: 1

Włocławek: 2022-2023